# لغة مندر
مندر (أيضا تعرف بانديان، ومنجر) هي لغة أسترونيزية تتحدث بها جماعة مندر العرقية التي تعيش في غرب سولاويزي، إندونيسيا، خاصة في المديريات الساحلية ماجن وبوليوالى ، وكذلك في عدد قليل من المستوطنات في جزر بانجكب.
[بحاجة لمصدر]
تكتب لغة مندر بنص لونتارا.
ترتبط جماعة مندر العرقية ارتباطا وثيقا بالجماعات الأخريات الثلاث التي تعيش في جنوب سولاويزي : بوجيز، ماكاسّار، وتوراجا.